# Tarazona
Tarazona è un comune spagnolo di 10 580 abitanti situato nella comunità autonoma dell'Aragona. La città è il capoluogo della comarca di Tarazona y el Moncayo ed è sede episcopale fin dal V secolo.
È disposta pittorescamente all'altitudine di 480 metri s.l.m. sulle falde rocciose del Moncayo a sinistra del torrente Queiles in provincia di Saragozza, città da cui dista 84 km.
La sua economia è basata sull'agricoltura e sull'industria automobilistica, oltre che sul commercio e il turismo. È dichiarata complesso storico - culturale per le testimonianze di tutte le culture presenti in Spagna nel corso della sua storia millenaria.

## Storia
Una leggenda afferma che la città fu fondata da Tubal e Caino e riedificata da Ercole per cui nel suo stemma è rappresentato l'eroe mitologico con una scritta che afferma: «Hercules me reaedificavit».
Fu fondata con ogni probabilità dai Celtiberi che la chiamarono Tuazo e fu importante centro di comunicazioni in epoca romana con il nome di Turiaso, che, ai tempi di Augusto fece parte della Provincia Tarraconense. La sua importanza in epoca romana è testimoniata dalla ricchezza dei reperti archeologici rinvenuti, monete, ceramiche, mosaici e il prezioso busto in onice di Augusto.
Dopo la fine dell'Impero romano d'Occidente decadde con l'invasione dei barbari, ma fu nella prima metà del VI secolo una delle fortezze più importanti del Regno dei Visigoti e sede episcopale.
Durante la prima parte del dominio musulmano si sviluppò considerevolmente, ma nell'878 le venne preferita, come capoluogo regionale, la città di Tudela e Tarazona iniziò a declinare sia sotto il profilo demografico che economico. Fu riconquistata da Alfonso I d'Aragona nel 1119.
Terra di confine fra i regni di Castiglia, Aragona e Navarra, fu teatro di numerose guerre, passando più volte di mano. Nel Medio Evo fu un importante centro culturale e multietnico: vi convivevano pacificamente infatti Cristiani, Musulmani e Giudei.
Nel XV secolo fu una delle residenze dei sovrani aragonesi. Sono di questo periodo la Chiesa della Maddalena e il Palazzo episcopale. La Cattedrale invece, iniziata nel XIII secolo, fu ultimata solo negli ultimi decenni del Cinquecento.
Nel 1257 Giacomo I d'Aragona punì alcuni abitanti di Tarazona colpevoli di battere moneta falsa con i conii di Castiglia o di Aragona e nella riunione delle Cortes la città fu sconvolta da una rivolta dei nobili contro il re. Nel 1247 Giacomo II d'Aragona elargì diverse concessioni e privilegi. Nel 1357 fu occupata dai Castigliani.
Con la riunificazione delle due corone aragonese e castigliana, la città perse il valore strategico e militare che aveva avuto per tanti anni.
Con l'espulsione degli Ebrei nel 1492 e dei Moriscos nel 1610 ad opera dei re Cattolici la città soffrì un periodo di decadenza culturale, economica e demografica. La popolazione fu un importante centro commerciale grazie all'importante mercato e agropecuario fino agli inizi del XX secolo quando si convertì in un importante polo industriale, dedito alla produzione dei fosfati e del tessile. Quest'ultima industria entrò in crisi negli anni ottanta e fu sostituita da quella automobilistica.

## Monumenti e luoghi d'interesse

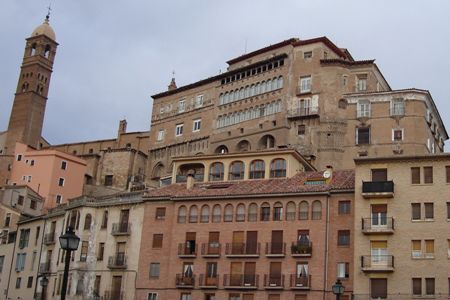
Palazzo vescovile e Chiesa della Maddalena.

- Cattedrale di Nostra Signora dell'Orto, complessa costruzione eretta fra i secoli XIII e XVI con abside gotica e campanile mudéjar, per il resto rinascimentale e plateresca. Molto elegante è il chiostro del XIV secolo con arcate ogivali chiuse in basso da transenne mudéjar a traforo.
- Convento de Nuestra Señora de la Merced dei secoli XVI e XVIII.
- Convento de las Carmelitas de Santa Ana del XVII secolo.
- Convento de las Franciscanas de Nuestra Señora de la Concepción del XIV e XVI secolo.
- Convento de Carmelitas de San Joaquín del XVII secolo.
- Convento de San Gaudioso del XVIII secolo.
- Iglesia de la Magdalena dei secoli XII e XVI con alto campanile mudéjar.
- Iglesia de San Atilano del XVIII secolo.
- Iglesia de San Miguel dei secoli XIV e XVI.
- Iglesia de San Vicente Mártir del XVII secolo.
- Iglesia de San Francisco del secolo XVI.
- Iglesia del Carmen del XVIII secolo.
- Ermita de la Virgen del rio del XVII secolo.
- El Crucifijo del XVII è l'antico Humilladero alta croce che in passato si metteva all'entrata degli abitati.
- Palacio Episcopal dei secoli XIV - XV. Nel palazzo si trova la Exposición Permanente de Arqueologia.
- Ayuntamiento del secolo XVI la cui facciata è ornata da stemmi, figure grottesche e da un fregio a rilievi che rappresentano l'entrata di Carlo V in Bologna.
- Casa de Linares, casinò dei secoli XVI e XVII.
- Teatro viejo dei secoli XVI-XVII.
- Plaza de Toros Vieja del 1792 di forma ottagonale convertita in abitazioni civili.
- Teatro delle Arti, teatro di tipo italiano del 1921.
- Mezquita de Tortiles antica moschea.
- Palacio y Jardín de Eguaras del XVI secolo.
- Cueva de Caco è una delle diverse grotte (cuevas) con stalattiti e stalagmiti che si trovano nel territorio della comarca. È legata a una leggenda secondo la quale fu abitata da Caco che avrebbe rubato del bestiame della mandria di bovini di Ercole che pascolavano nella prateria presso la grotta, Caco provvide a cancellare le orme ma alcuni animali si misero a muggire indicando così la direzione del posto dove erano nascoste le bestie rubate, che Ercole allora trovò, uccise Caco e innalzò sulla sua tomba il monte Moncayo.
- Conjunto urbano del barrio de la Judería vieja è il complesso del vecchio quartiere ebraico formato da strade strette e tortuose.

## Dintorni
A 15 km Minasterio de Veruela, fondato nel 1146 da Ramiro II re d'Aragona, fu innalzato nei secoli dal XII al XV dai monaci cistercensi e oggi è dei Gesuiti. È cinto da mura merlate ed è composto dalla chiesa protogotica, il chiostro del XIV secolo con la sala capitolare e il refettorio. Dal 1975 ospita il Museo Aragones de Arte Contemporanea dove accanto all'originario piccolo museo archeologico si stanno raccogliendo opere scultoree e pittoriche di artisti di tutto il mondo.
Qui è anche l'ingresso al Parque Natural de la Dehesa del Moncayo di circa 1400 ettari di formazioni rocciose e boschi della Sierra del Moncayo che culmina nel Moncayo a 2313 metri, cima più alta della penisola iberica.

## Feste

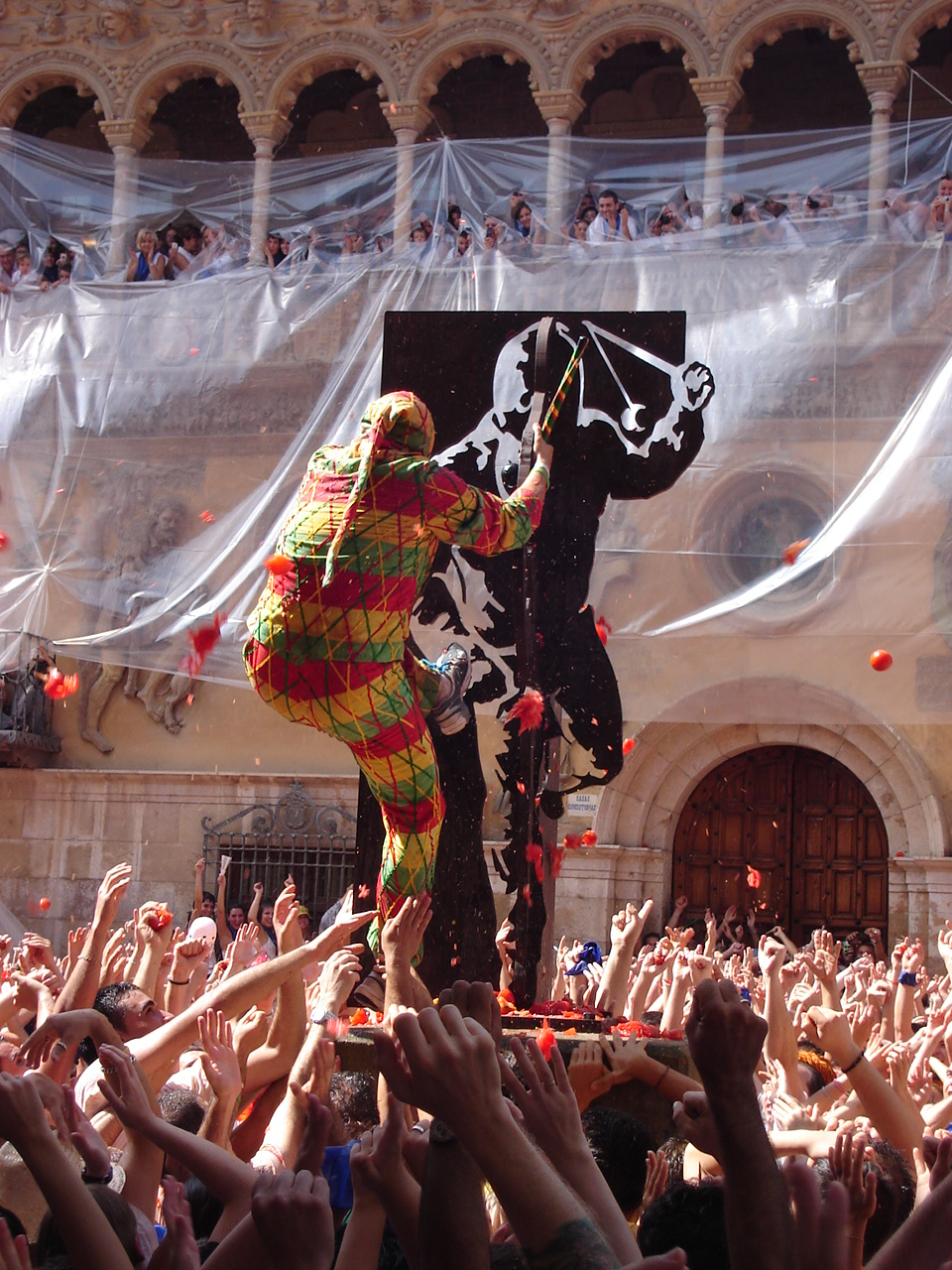
Il Cipotegato, 2007.

- Fiestas Patronales in onore di Sant'Attilano, nato a Tarazona, dal 27 agosto al 1º settembre. Il segnale d'inizio delle feste è dato dal Cipotegato buffo personaggio vestito da capo a piedi con abiti di vario colore che esce correndo dal municipio alla piazza antistante accolto da un nutrito lancio di pomodori da parte della folla che lo attende. Seguono poi le feste con varie manifestazioni civili e religiose.
- Romeria de la Quililay nella prima domenica di luglio, festa civile e religiosa con processioni e sfilate dalla città al santuario di N.tra S.ra de Moncayo

## Collegamenti esterni

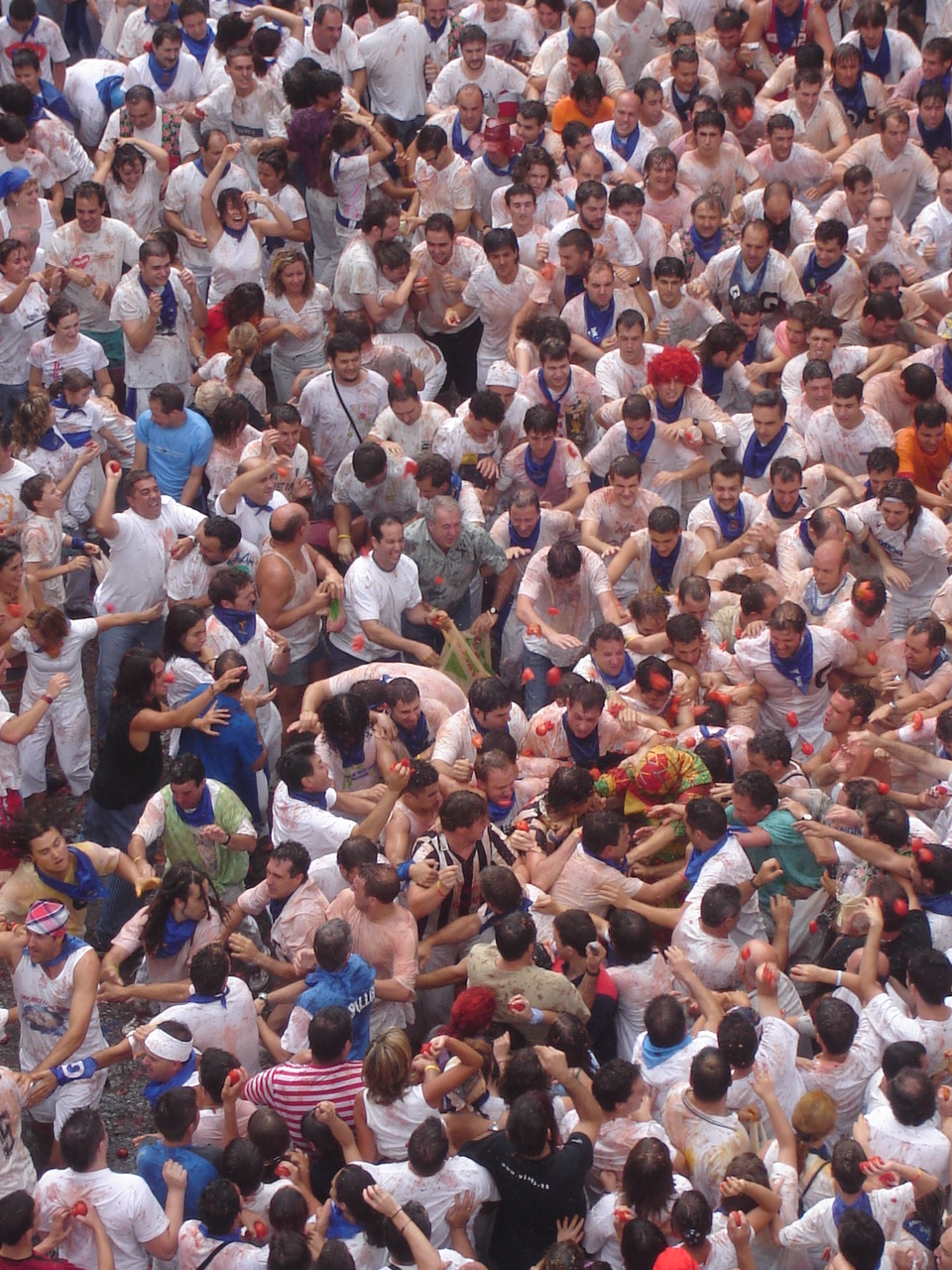
Tradizioni locali: il Cipotegato
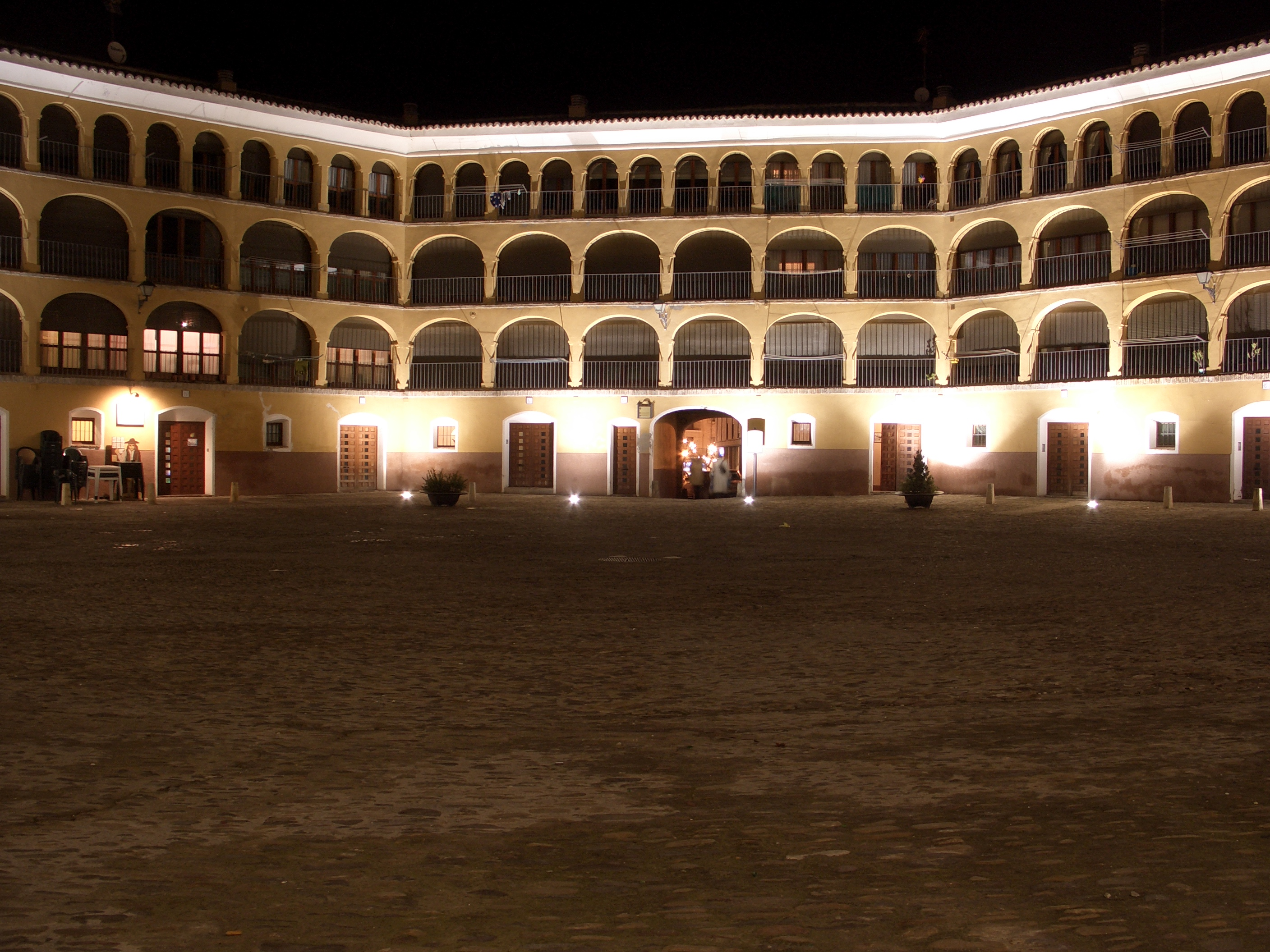
Plaza de toros
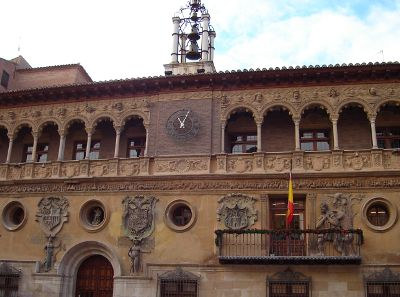
L'ayuntamiento